# Mistrzostwa świata w łyżwiarstwie synchronicznym

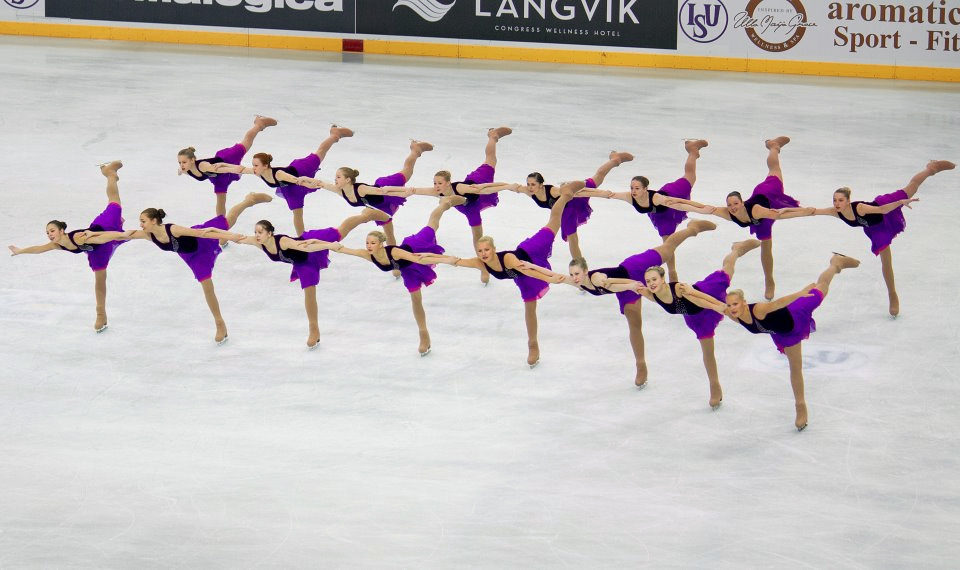
Drużyna Amber na zawodach WSSC.

Mistrzostwa świata w łyżwiarstwie synchronicznym (ang. World Synchronized Skating Championships, w skrócie WSSC) – międzynarodowe zawody mistrzowskie w łyżwiarstwie synchronicznym organizowane przez Międzynarodową Unię Łyżwiarską (ISU) od 2000 roku. 
Od mistrzostw świata w 2005 roku (włącznie) do oceny formacji łyżwiarskich używany jest system Code of Points. Każda formacja liczy 16 łyżwiarzy drużyny podstawowej i maksymalnie dwóch rezerwowych. Formacje wykonują dwa programy: krótki i dowolny, przy czym oba segmenty nie mogą być rozgrywane tego samego dnia. Formacje mogą występować pod nazwami własnymi o ile nie koliduje to z nazwami sponsorów ISU.

## Medaliści
| Rok  | Miejsce          | Złoto             | Srebro            | Brąz              | Źr.    |
| ---- | ---------------- | ----------------- | ----------------- | ----------------- | ------ |
| 2000 | Minneapolis      | Team Surprise     | black ice         | Marigold IceUnity | [ 2 ]  |
| 2001 | Helsinki         | Team Surprise     | Rockettes         | black ice         | [ 3 ]  |
| 2002 | Rouen            | Marigold IceUnity | Team Surprise     | black ice         | [ 4 ]  |
| 2003 | Ottawa           | Team Surprise     | Marigold IceUnity | Les Suprêmes      | [ 5 ]  |
| 2004 | Zagrzeb          | Marigold IceUnity | Team Surprise     | Rockettes         | [ 6 ]  |
| 2005 | Göteborg         | Team Surprise     | Rockettes         | Marigold IceUnity | [ 7 ]  |
| 2006 | Praga            | Marigold IceUnity | Team Surprise     | Rockettes         | [ 8 ]  |
| 2007 | London           | Team Surprise     | Miami University  | NEXXICE           | [ 9 ]  |
| 2008 | Budapeszt        | Rockettes         | Team Surprise     | NEXXICE           | [ 10 ] |
| 2009 | Zagrzeb          | NEXXICE           | Team Unique       | Team Surprise     | [ 11 ] |
| 2010 | Colorado Springs | Rockettes         | Marigold IceUnity | Haydenettes       | [ 12 ] |
| 2011 | Helsinki         | Rockettes         | Marigold IceUnity | Haydenettes       | [ 13 ] |
| 2012 | Göteborg         | Team Surprise     | NEXXICE           | Haydenettes       | [ 14 ] |
| 2013 | Boston           | Team Unique       | NEXXICE           | Haydenettes       | [ 15 ] |
| 2014 | Courmayeur       | Marigold IceUnity | NEXXICE           | Rockettes         | [ 16 ] |
| 2015 | Hamilton         | NEXXICE           | Marigold IceUnity | Team Paradise     | [ 17 ] |
| 2016 | Budapeszt        | Team Paradise     | Rockettes         | Haydenettes       | [ 18 ] |
| 2017 | Colorado Springs | Team Paradise     | Marigold IceUnity | NEXXICE           | [ 19 ] |
| 2018 | Sztokholm        | Marigold IceUnity | Team Surprise     | Team Paradise     | [ 20 ] |
| 2019 | Helsinki         | Team Paradise     | Marigold IceUnity | Rockettes         | [ 21 ] |
| 2020 | Lake Placid      |                   |                   |                   |        |
| 2021 | Zagrzeb          |                   |                   |                   |        |
| 2022 | Hamilton         |                   |                   |                   |        |